# Mate Maleš
Mate Maleš (* 11. März 1989 in Šibenik) ist ein kroatischer Fußballspieler.

## Karriere

### Verein
Mate Maleš begann in der Jugend von HNK Šibenik und kam dort 2006 als 17-jähriger zu seinem Profidebüt in der 1. HNL. Anschließend wechselte er zu den Junioren von Hajduk Split und 2008 weiter zum Rekordmeister Dinamo Zagreb. Dort absolvierte er in der Folgezeit nur ein Liga- sowie ein Champions-League-Qualifikationsspiel und wurde zuerst an Lokomotiva Zagreb verliehen und zwei Jahre später ganz abgegeben. Auch von dort folgte eine Leihe an NK Zagreb und 2013 der Transfer zu HNK Rijeka. Dort blieb er fünf Jahre und gewann einmal die Meisterschaft sowie zweimal den nationalen Pokal. Es folgten Stationen bei CFR Cluj, Sarpsborg 08 FF und SS Arezzo. Seit dem 18. Februar 2021 steht er wieder bei Lokomotiva Zagreb unter Vertrag.

### Nationalmannschaft
Zwischen 2006 und 2008 bestritt Maleš sieben Partien für diverse Jugendnationalmannschaften Kroatiens. Am 5. März 2014 kam er dann im Testspiel gegen die Schweiz zu seinem Debüt für die A-Nationalmannschaft. Beim 2:2-Unentschieden
in St. Gallen wurde er in der 56. Minute für Luka Modrić ausgewechselt.

## Erfolge
- Kroatischer Meister: 2009, 2017
- Kroatischer Pokalsieger: 2014, 2017
- Rumänischer Meister: 2019